# 파주시의 행정 구역
파주시의 행정 구역은 4읍 9면 10동 364통리로 구성되어 있고, 면적은 서울시와 안양시를 합친 면적인 672.57 km2이다. 파주시의 인구는 2012년 12월을 기준으로 하여 402,133명, 160,813 세대이다.(외국인 포함)

## 행정 구역
| \| 읍·면·동 \| 한자 \| 면적 \| 세대 \| 인구 \| \| --------- \| ------- \| ------ \| ------- \| ------- \| \| 문산읍 \| 文山邑 \| 47.33 \| 18,527 \| 45,098 \| \| 조리읍 \| 條里邑 \| 27.43 \| 12,095 \| 32,734 \| \| 법원읍 \| 法院邑 \| 71.27 \| 5,886 \| 14,149 \| \| 파주읍 \| 坡州邑 \| 32.19 \| 6,604 \| 14,406 \| \| 광탄면 \| 廣灘面 \| 65.45 \| 5,654 \| 14,221 \| \| 탄현면 \| 炭縣面 \| 59.64 \| 6,424 \| 14,310 \| \| 월롱면 \| 月籠面 \| 27.12 \| 12,115 \| 15,894 \| \| 파평면 \| 坡平面 \| 88.85 \| 3,349 \| 8,078 \| \| 적성면 \| 積城面 \| 41.8 \| 2,042 \| 4,662 \| \| 군내면[2] \| 郡內面 \| 43.27 \| 217 \| 647 \| \| 장단면[2] \| 長湍面 \| 34.11 \| 0 \| 0 \| \| 진동면[2] \| 津東面 \| 43.14 \| 67 \| 177 \| \| 진서면[2] \| 津西面 \| 9.21 \| 0 \| 0 \| \| 금촌1동 \| 金村1洞 \| 33.29 \| 15,785 \| 43,517 \| \| 금촌2동 \| 金村2洞 \| 4.46 \| 10,702 \| 23,658 \| \| 금촌3동 \| 金村3洞 \| 2.67 \| 13,174 \| 36,384 \| \| 교하동 \| 交河洞 \| - \| - \| - \| \| 운정1동 \| 雲井1洞 \| - \| - \| - \| \| 운정2동 \| 雲井2洞 \| 18.92 \| 9,183 \| 27,220 \| \| 운정3동 \| 雲井3洞 \| - \| - \| - \| \| 운정4동 \| 雲井4洞 \| - \| - \| - \| \| 운정5동 \| 雲井5洞 \| - \| - \| - \| \| 운정6동 \| 雲井6洞 \| - \| - \| - \| \| 파주시 \| 坡州市 \| 672.57 \| 155,446 \| 387,254 \| | 파주시 행정구역 |        |         |         |
| 읍·면·동 | 한자            | 면적   | 세대    | 인구    |
| 문산읍 | 文山邑          | 47.33  | 18,527  | 45,098  |
| 조리읍 | 條里邑          | 27.43  | 12,095  | 32,734  |
| 법원읍 | 法院邑          | 71.27  | 5,886   | 14,149  |
| 파주읍 | 坡州邑          | 32.19  | 6,604   | 14,406  |
| 광탄면 | 廣灘面          | 65.45  | 5,654   | 14,221  |
| 탄현면 | 炭縣面          | 59.64  | 6,424   | 14,310  |
| 월롱면 | 月籠面          | 27.12  | 12,115  | 15,894  |
| 파평면 | 坡平面          | 88.85  | 3,349   | 8,078   |
| 적성면 | 積城面          | 41.8   | 2,042   | 4,662   |
| 군내면 | 郡內面          | 43.27  | 217     | 647     |
| 장단면 | 長湍面          | 34.11  | 0       | 0       |
| 진동면 | 津東面          | 43.14  | 67      | 177     |
| 진서면 | 津西面          | 9.21   | 0       | 0       |
| 금촌1동 | 金村1洞         | 33.29  | 15,785  | 43,517  |
| 금촌2동 | 金村2洞         | 4.46   | 10,702  | 23,658  |
| 금촌3동 | 金村3洞         | 2.67   | 13,174  | 36,384  |
| 교하동 | 交河洞          | -      | -       | -       |
| 운정1동 | 雲井1洞         | -      | -       | -       |
| 운정2동 | 雲井2洞         | 18.92  | 9,183   | 27,220  |
| 운정3동 | 雲井3洞         | -      | -       | -       |
| 운정4동 | 雲井4洞         | -      | -       | -       |
| 운정5동 | 雲井5洞         | -      | -       | -       |
| 운정6동 | 雲井6洞         | -      | -       | -       |
| 파주시 | 坡州市          | 672.57 | 155,446 | 387,254 |

## 법정동·리
| 읍·면·동 | 한자    | 법정동·리 |
| -------- | ------- | --- |
| 문산읍   | 文山邑  | 문산리(文山里), 선유리(仙遊里), 이천리(梨川里), 당동리(堂洞里), 사목리(沙鶩里), 마정리(馬井里), 운천리(雲泉里), 장산리(長山里), 임진리(臨津里), 내포리(內浦里) |
| 파주읍   | 坡州邑  | 파주리(坡州里), 연풍리(延豊里), 부곡리(釜谷里), 백석리(白石里), 봉암리(烽岩里), 봉서리(鳳棲里), 향양리(向陽里) |
| 법원읍   | 法院邑  | 법원리(法院里), 갈곡리(葛谷里), 오현리(梧峴里), 직천리(直川里), 웅담리(熊潭里), 금곡리(金谷里), 동문리(東文里), 가야리(加野里), 대능리(大陵里), 삼방리(三防里) |
| 조리읍   | 條里邑  | 대원리(大院里), 봉일천리(奉日川里), 뇌조리(弩造里), 오산리(梧山里), 장곡리(獐谷里), 등원리(登院里), 능안리(陵案里) |
| 월롱면   | 月籠面  | 위전리(葦田里), 덕은리(德隱里), 영태리(英太里), 도내리(都內里), 능산리(陵山里) |
| 탄현면   | 炭縣面  | 축현리(丑峴里), 금승리(金蠅里), 낙하리(洛河里), 문지리(文智里), 오금리(吾今里), 금산리(錦山里), 만우리(萬隅里), 대동리(大洞里), 성동리(城洞里), 법흥리(法興里), 갈현리(葛峴里) |
| 광탄면   | 廣灘面  | 용미리(龍尾里), 분수리(汾水里), 신산리(新山里), 창만리(倉滿里), 마장리(馬場里), 영장리(靈場里), 기산리(基山里), 발랑리(發郞里), 방축리(防築里) |
| 파평면   | 坡平面  | 두포리(斗浦里), 율곡리(栗谷里), 마산리(麻山里), 금파리(金坡里), 눌노리(訥老里), 덕천리(德泉里), 장파리(長坡里) |
| 적성면   | 積城面  | 마지리(馬智里), 식현리(食峴里), 무건리(武建里), 설마리(雪馬里), 적암리(赤岩里), 어유지리(魚遊池里), 장현리(墻峴里), 율포리(栗浦里), 객현리(客峴里), 구읍리(舊邑里), 가월리(佳月里), 주월리(舟月里), 두지리(斗只里), 자장리(紫長里), 답곡리(沓谷里), 장좌리(長佐里)                    |
| 군내면   | 郡內面  | 조산리(造山里), 백연리(白蓮里), 읍내리(邑內里), 송산리(松山里), 점원리(點元里), 방목리(芳木里), 정자리(亭子里) |
| 장단면   | 長湍面  | 노상리(蘆上里), 노하리(蘆下里), 거곡리(巨谷里), 도라산리(都羅山里), 석곶리(石串里), 강정리(江井里), 동장리(東場里), 정동리(井洞里), 덕산리(德山里) |
| 진동면   | 津東面  | 동파리(東坡里), 용산리(龍山里), 하포리(下浦里), 서곡리(瑞谷里), 초리(哨里) |
| 진서면   | 津西面  | 금릉리(金陵里), 선적리(仙跡里), 어룡리(魚龍里) |
| 금촌1동  | 金村1洞 | 금릉동(金陵洞) (일부), 금촌동(金村洞) (일부), 아동동(衙洞洞) (일부) |
| 금촌2동  | 金村2洞 | 금릉동(金陵洞) (일부), 금촌동(金村洞) (일부) |
| 금촌3동  | 金村3洞 | 검산동(檢山洞), 맥금동(陌今洞), 야동동(冶洞洞), 금촌동(金村洞) (일부), 아동동(衙洞洞) (일부), 하지석동(下支石洞) (일부) |
| 교하동   | 交河洞  | 문발동(文發洞) (일부), 산남동(山南洞), 서패동(西牌洞), 송촌동(松村洞), 신촌동(新村洞), 연다산동(煙多山洞) (일부), 오도동(吾道洞) (일부), 교하동(交河洞) (일부), 다율동(多栗洞) (일부), 당하동(堂下洞) (일부), 동패동(東牌洞) (일부), 목동동(木洞洞) (일부), 하지석동(下支石洞) (일부) |
| 운정1동  | 雲井1洞 | 교하동(交河洞) (일부), 상지석동(上支石洞) (일부), 당하동(堂下洞) (일부), 와동동(瓦洞洞) |
| 운정2동  | 雲井2洞 | 목동동(木洞洞) (일부) |
| 운정3동  | 雲井3洞 | 야당동(野塘洞) (일부), 동패동(東牌洞) (일부) |
| 운정4동  | 雲井4洞 | 야당동(野塘洞) (일부), 상지석동(上支石洞) (일부) |
| 운정5동  | 交河5洞 | 다율동(多栗洞) (일부), 동패동(東牌洞) (일부), 문발동(文發洞) (일부), 목동동(木洞洞) (일부), 신촌동(新村洞), 연다산동(煙多山洞) (일부), 오도동(吾道洞) (일부) |
| 운정6동  | 交河6洞 | 다율동(多栗洞) (일부), 동패동(東牌洞) (일부), 목동동(木洞洞) (일부) |

## 역사
- 1895년(고종 32년) 음력 윤5월 1일 한성부 파주군으로 개편하였다.[3]
- 1896년(건양 원년) 8월 4일 경기도 파주군으로 개편하였다.[4]
- 1914년 4월 1일 교하군(현 금촌동·교하동·운정동과 탄현면)이 파주군에 편입되었다.[5](11면)
- 1934년 4월 1일 와석면(瓦石面), 청석면(靑石面)을 교하면으로 합면하였다.[6] (10면)
- 1945년 11월 4일 38선 이남의 연천군을 파주군에 편입하였다.[7] (12면)

| 군정법률 제22호 시도직제      |                    |
| 구 행정구역                   | 신 행정구역        |
| 연천군 적성면, 전곡면, 백학면 | 파주군 적성면 일원 |
| 연천군 남면                   | 파주군 남면 일원   |
- 1946년 2월 5일 남면을 양주군에 편입하였다. (11면)
- 1954년 11월 17일 적성면에 편입한 전곡면, 백학면 각 일부를 환원하고, 적성면 삼화리를 연천군 미산면에 편입하였다.[8]
- 1963년 1월 1일 적성면 늘목리를 연천군 전곡면에 편입하고, 장단군 군내면을 임진면에 편입하였다.[9]
- 1972년 12월 28일 장단군 장단면, 진동면, 진서면을 편입하고, 구 군내면을 면으로 복구하였다.[10] (15면)
- 1973년 7월 1일 아동면(衙洞面)을 금촌읍으로, 임진면을 문산읍으로 승격하였다.[11] 적성면 장파리가 파평면에 편입되었다.[12](2읍 13면)

| 대통령령 제6543호 |             |
| 구 행정구역       | 신 행정구역 |
| 아동면 일원       | 금촌읍 일원 |
| 임진면 일원       | 문산읍 일원 |
| 월롱면 내포리     | 문산읍 일원 |
| 대통령령 제6542호 |             |
| 구 행정구역       | 신 행정구역 |
| 적성면 장파리     | 파평면 일부 |
- 1979년 5월 1일 군내면에 군내출장소를 설치하였다.
- 1980년 12월 1일 주내면을 주내읍으로 승격하였다.[13] (3읍 12면)
- 1983년 2월 15일 양주군 백석면 영장리·기산리를 파주군 광탄면에 편입하여 영장출장소를 설치하였고, 파평면 이천리를 문산읍으로 편입하고, 주내읍을 파주읍으로 개칭하였다.[14]

| 대통령령 제6543호            |             |
| 구 행정구역                  | 신 행정구역 |
| 양주군 백석면 영장리, 기산리 | 광탄면 일부 |
| 파평면 이천리                | 문산읍 일부 |
- 1987년 1월 1일 광탄면 기산리 일부를 양주군 백석면에 편입하였다.
- 1989년 4월 1일 천현면을 법원읍으로 승격하였다. 교하면 상지석리가 조리면에 편입되었다. (4읍 11면)
- 1996년 3월 1일 파주군 일원을 관할로 도농복합형태의 파주시가 설치되었고, 금촌읍을 폐지하고, 금촌1동·금촌2동을 설치하였다.[15] (3읍 11면 2행정동)
- 2002년 4월 1일 교하면을 교하읍으로, 조리면을 조리읍으로 승격하였다. (5읍 9면 2행정동)
- 2003년 교하읍 일대에 파주 운정신도시가 착공되었다.
- 2011년 5월 1일 군내출장소를 장단출장소로 개칭하였다.[16]
- 2011년 7월 25일 금촌1동을 금촌1·3동으로 분동, 교하읍을 폐지하고 교하동·운정1·2·3동 설치(4읍 9면 7행정동)
- 2020년 12월 18일: 장단면 덕산리, 진서면 선적리의 지적을 복구하였다.
- 2021년 7월 1일 : 장단면, 군내면, 진서면, 진동면을 장단면으로 통합하였다.
- 2023년 1월 9일: 운정1동과 운정3동의 경의선 이동 지역을 분리해 운정4동을 설치하고, 교하동에서 운정5동, 운정6동을 분동한다.[17][18] (4읍 9면 10행정동)